# Torre dell'Orologio (Skopje)
La torre dell'orologio (in macedone Саат-кула во Скопје?) è un monumento di Skopje, capitale della Macedonia del Nord. Si trova all'interno del quartiere del vecchio bazar, accanto alla moschea Sultano Murad.
Altre importanti torri dell'orologio si trovano nelle città macedoni di Bitola, Gostivar e Prilep.

## Storia e descrizione
L'area sulla quale sorge la torre ospitava il monastero di San Giorgio, andato distrutto nel corso della conquista ottomana di Skopje nel 1392. Essa venne costruita tra il 1566 ed il 1573 e l'orologio importato dalla città ungherese di Seghedino. Venne danneggiata dal sisma del 1683, mentre nel 1904 venne ulteriormente elevata con la costruzione della parte superiore in mattoni. Nel corso del terremoto del 1963 la torre venne seriamente danneggiata e il meccanismo dell'orologio scomparve. Nel 2008 venne apposto un nuovo orologio di fabbricazione svizzera andato tuttavia distrutto l'anno seguente a causa di un fulmine.
La torre si compone di tre differenti parti: quella inferiore in pietra, una centrale ottagonale ed infine quella superiore in mattoni coronata da una terrazza. In quest'ultima sezione della torre, coperta da una cupola a cipolla si trovano le campane. La terrazza è accessibile da una scalinata in legno composta da 150 gradini.

## Galleria d'immagini

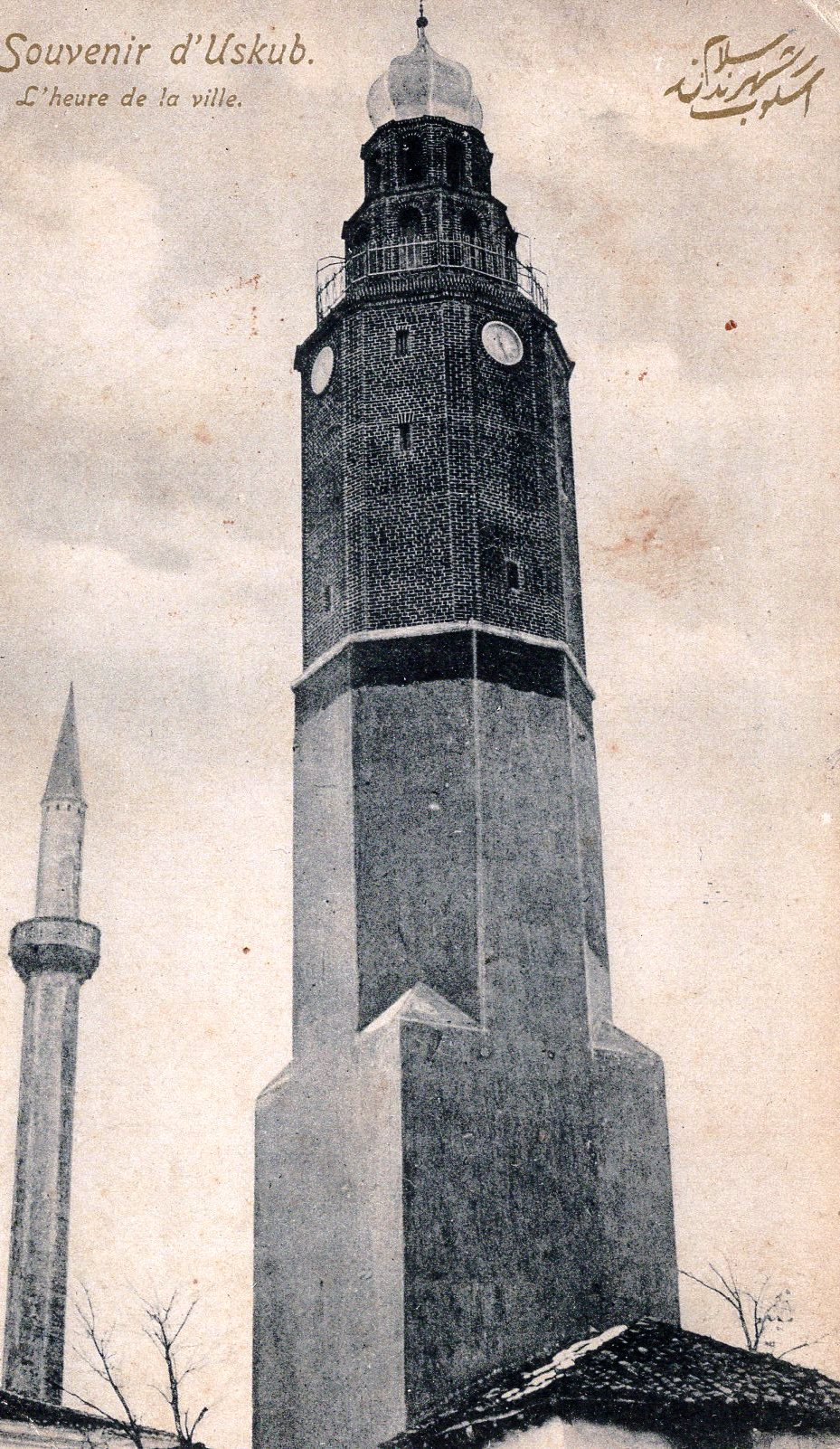
La torre in una cartolina del 1909.